# Eddie Lawson
Pour les articles homonymes, voir Lawson.
Eddie Lawson, né le 11 mars 1958 à San Antonio, est un pilote de vitesse moto américain.
Trois fois couronné champion du monde de 500 cm3 sur Yamaha, il rejoint en 1989 les rangs de Honda. L'une des raisons de son changement est de prouver à son rival numéro un, l'australien Wayne Gardner, champion du monde 1987, qu'il peut le battre sur la même moto. Il devient ainsi en 1989 le premier pilote moto à devenir champion du monde 500 cm3 deux années consécutives avec deux constructeurs différents. Une fois sa carrière achevée, il participa au championnat CART avant de se retirer définitivement. Il conduit toujours mais simplement pour le plaisir des superkarts, souvent avec Wayne Rainey.

## Palmarès
- Champion du monde 500 cm3 en 1984, 1986, 1988 sur Yamaha et 1989 sur Honda.
- Vice champion du monde 500 cm3 en 1985 et 3e en 1987.

### Résultats détaillés
| Sais | Cat   | Équipe                       | Moto   | 1       | 2       | 3       | 4       | 5       | 6       | 7       | 8       | 9     | 10     | 11    | 12      | 13      | 14    | 15    | Pts | Clas | Vic |
| ---- | ----- | ---------------------------- | ------ | ------- | ------- | ------- | ------- | ------- | ------- | ------- | ------- | ----- | ------ | ----- | ------- | ------- | ----- | ----- | --- | ---- | --- |
| 1983 | 500cc | Marlboro Agostini Yamaha     | YZR500 | RSA 8   | FRA NC  | NAT 3   | GER 9   | ESP 6   | AUT 2   | YUG 3   | NED 5   | BEL 5 | GBR 4  | SWE 5 | SMR 3   |         |       |       | 78  | 4e   | 0   |
| 1984 | 500cc | Marlboro Agostini Yamaha     | YZR500 | RSA 1   | NAT 2   | ESP 1   | AUT 1   | GER 2   | FRA 2   | YUG 4   | NED 3   | BEL 4 | GBR 2  | SWE 1 | SMR 4   |         |       |       | 142 | 1er  | 4   |
| 1985 | 500cc | Marlboro Agostini Yamaha     | YZR500 | RSA 1   | ESP 2   | GER 4   | NAT 2   | AUT 2   | YUG 1   | NED NC  | BEL 2   | FRA 4 | GBR 2  | SWE 2 | SMR 1   |         |       |       | 133 | 2e   | 3   |
| 1986 | 500cc | Marlboro Agostini Yamaha     | YZR500 | ESP 2   | NAT 1   | GER 1   | AUT 1   | YUG 1   | NED NC  | BEL 2   | FRA 1   | GBR 3 | SWE 1  | SMR 1 |         |         |       |       | 139 | 1er  | 7   |
| 1987 | 500cc | Marlboro Agostini Yamaha     | YZR500 | JPN NC  | ESP 2   | GER 1   | NAT 2   | AUT NC  | YUG 3   | NED 1   | FRA NC  | GBR 1 | SWE 2  | CZE 2 | SMR 2   | POR 1   | BRA 2 | ARG 1 | 157 | 3e   | 5   |
| 1988 | 500cc | Marlboro Agostini Yamaha     | YZR500 | JPN 3   | USA 1   | ESP 2   | EXP 1   | NAT 1   | GER 4   | AUT 1   | NED 2   | BEL 2 | YUG 10 | FRA 1 | GBR 6   | SWE 1   | CZE 2 | BRA 1 | 252 | 1er  | 7   |
| 1989 | 500cc | Rothmans Kanemoto (en) Honda | NSR500 | JPN 3   | AUS 5   | USA 3   | ESP 1   | NAT DNS | GER 2   | AUT 2   | YUG 3   | NED 2 | BEL 1  | FRA 1 | GBR 2   | SWE 1   | CZE 2 | BRA 2 | 228 | 1er  | 4   |
| 1990 | 500cc | Marlboro Roberts Yamaha      | YZR500 | JPN DNF | USA DNS | ESP INJ | NAT INJ | GER INJ | AUT INJ | YUG INJ | NED 3   | BEL 3 | FRA 5  | GBR 3 | SWE 2   | CZE 3   | HUN 2 | AUS 4 | 118 | 7e   | 0   |
| 1991 | 500cc | Cagiva Corse                 | GP500  | JPN 6   | AUS 6   | USA 5   | ESP 6   | ITA 3   | GER 4   | AUT 5   | EUR DNF | NED 4 | FRA 3  | GBR 6 | RSM DNF | CZE 8   | VDM – | MAL – | 126 | 6e   | 0   |
| 1992 | 500cc | Cagiva Corse                 | GP500  | JPN 14  | AUS 6   | MAL DNF | ESP 11  | ITA 11  | EUR 6   | GER 6   | NED DNF | HUN 1 | FRA 5  | GBR 4 | BRA 11  | RSA DNF |       |       | 56  | 9e   | 1   |

## Note
1. ↑  Seul Valentino Rossi a fait de même lorsqu'il quitta Honda à la fin de la saison 2003 pour gagner sur Yamaha en 2004.